# Нюксенське сільське поселення
Ню́ксенське сільське поселення (рос. Нюксенское сельское поселение) — сільське поселення у складі Нюксенського району Вологодської області Росії.
Адміністративний центр — село Нюксениця.

## Населення
Населення сільського поселення становить 5527 осіб (2019; 6144 у 2010, 7250 у 2002).

## Історія
Станом на 1999 рік існували Березовська сільська рада (14 населених пунктів), Бобровська сільська рада (13 населених пунктів), Дмитрієвська сільська рада (8 населених пунктів), Нюксенська сільська рада (2 населених пункти) та Уфтюзька сільська рада (14 населених пунктів).
16 листопада 2000 року утворено присілок Заріч'є в Бобровській сільраді. 23 серпня 2001 рок ліквідовано присілки Попільє та Бризгалово Бобровської сільради.
Станом на 2002 рік існували Березовська сільська рада (центр — село Нюксениця, присілки Березова Слободка, Березово, Верхнє Осиново, Дунай, Звегливець, Ключева, Ларинська, Наволоки, Нижнє Осипово, Норово, Устьє-Городищенське, Совєтська, хутір Совєтський, селище Олешковка), Бобровська сільська рада (присілки Аксеньтьєво, Бобровське, Заріч'є, Кілейна Виставка, Кішкино, Мис, Нагор'є, Панфіліха, Подол, Розулич'є, Угол, селище Матвієво), Дмитрієвська сільська рада (присілки Велика Сельменга, Гора, Дмитрієво, Красавино, Мала Сельменга, Озерки, Побоїщне, селище Озерки), Нюксенська сільська рада (село Нюксениця, присілок Прожектор) та Уфтюзька сільська рада (присілки Забор'є, Заболотьє, Задня, Івановська, Кокшенська, Королевська, Кузнецовська, Лесютіно, Малиново, Мальчевська, Мартиновська, Наквасино, Пожарище, Семенова Гора). 2006 року сільради були перетворені у сільські поселення.
8 квітня 2009 року ліквідовано Бобровське сільське поселення (колишня Бобровська сільрала), Красавинське сільське поселення (колишня Дмитрієвська сільрада) та Уфтюзьке сільське поселення (колишня Уфтюзька сільрада), їхні території увійшли до складу Нюксенського сільського поселення (колишні Березовська та Нюксенська сільради).
9 травня 2020 року ліквідовано присілок Подол.

## Склад
До складу сільського поселення входять:
| Населений пункт               | Населення, осіб (2002) | Населення, осіб (2010) |
| ----------------------------- | ---------------------- | ---------------------- |
| Аксеньтьєво, присілок         | 0                      | 0                      |
| Березова Слободка, присілок   | 393                    | 343                    |
| Березово, присілок            | 85                     | 72                     |
| Бобровське, присілок          | 193                    | 142                    |
| Велика Сельменга, присілок    | 28                     | 10                     |
| Верхнє Осиново, присілок      | 0                      | 0                      |
| Гора, присілок                | 25                     | 11                     |
| Дмитрієво, присілок           | 0                      | 0                      |
| Дунай, присілок               | 61                     | 37                     |
| Заболотьє, присілок           | 2                      | 0                      |
| Забор'є, присілок             | 15                     | 13                     |
| Задня, присілок               | 0                      | 0                      |
| Заріч'є, присілок             | 27                     | 21                     |
| Звеглівець, присілок          | 79                     | 42                     |
| Івановська, присілок          | 9                      | 3                      |
| Кілейна Виставка, присілок    | 15                     | 9                      |
| Кішкино, присілок             | 0                      | 0                      |
| Ключева, присілок             | 0                      | 0                      |
| Кокшенська, присілок          | 71                     | 53                     |
| Королевська, присілок         | 5                      | 2                      |
| Красавино, присілок           | 119                    | 63                     |
| Кузнецовська, присілок        | 3                      | 3                      |
| Ларинська, присілок           | 37                     | 13                     |
| Лесютіно, присілок            | 279                    | 239                    |
| Мала Сельменга, присілок      | 26                     | 3                      |
| Малиново, присілок            | 0                      | 0                      |
| Мальчевська, присілок         | 32                     | 33                     |
| Мартиновська, присілок        | 20                     | 15                     |
| Матвієво, селище              | 482                    | 355                    |
| Мис, присілок                 | 0                      | 0                      |
| Наволоки, присілок            | 0                      | 0                      |
| Нагор'є, присілок             | 0                      | 0                      |
| Наквасино, присілок           | 1                      | 0                      |
| Нижнє Осипово, присілок       | 0                      | 0                      |
| Норово, присілок              | 15                     | 8                      |
| Нюксениця, село               | 4407                   | 4271                   |
| Озерки, присілок              | 60                     | 32                     |
| Озерки, селище                | 170                    | 101                    |
| Олешковка, селище             | 21                     | 14                     |
| Панфіліха, присілок           | 1                      | 0                      |
| Побоїщне, присілок            | 20                     | 6                      |
| Подол, присілок               | 0                      | 0                      |
| Пожарище, присілок            | 77                     | 64                     |
| Прожектор, присілок           | 47                     | 60                     |
| Розулич'є, присілок           | 3                      | 0                      |
| Семенова Гора, присілок       | 14                     | 9                      |
| Совєтська, присілок           | 46                     | 39                     |
| Совєтський, хутір             | 0                      | 1                      |
| Угол, присілок                | 0                      | 0                      |
| Устьє-Городищенське, присілок | 65                     | 57                     |